# Гай Тіцій
Гай Тіцій (лат. Gaius Titius; II—I століття до н. е.) — римський поет, драматург і оратор. Згадується в джерелах як захисник Фаннієвого закону проти розкоші. Фрагменти однієї з його промов збереглися у складі «Сатурналій» Макробія. Час життя Гая Тіція став предметом дискусій в історіографії.

## Життєпис
Гай Тіцій належав до вершницького стану і був відомим оратором і поетом. Джерела містять дещо суперечливу інформацію про час його життя. Марк Туллій Цицерон у трактаті Брут, або про знаменитих ораторів згадує Тіція серед сучасників Луція Ліцинія Красса і Марка Антонія (140-91 і 143-87 роки до н. е. відповідно); це покоління молодших сучасників Гая Семпронія Гракха, яке бачило Югуртинську війну і початок епохи громадянських воєн. Водночас Макробій відносить Тіція до «покоління Луцилія», який народився близько 180 року до н. е., і повідомляє, що цей поет підтримував Фаннієвий закон проти розкоші, прийнятий в 161 році до н. е. Нарешті, граматик II століття н. е. Марк Корнелій Фронтон у листі імператору Марку Аврелію згадує поета Тіція як сучасника Марка Порція Катона Цензора (234—149 роки до н. е.) і Квінта Еннія (239—169 роки до н. е.).
Дослідники пропонують різні розв'язання проблеми, пов'язаної з цими хронологічними неузгодженостями. Існує думка, що Цицерон допустив неточність, коли відніс Тіція до сучасників Красса та Антонія: трохи нижче Марк Тулій пише, що Тіцій вплинув на творчість Луція Афранія, розквіт якого припадає на епоху Гракхів. Тіцій міг жити приблизно у 190—120 роки до н. е., і в цьому випадку він встиг застати й Катона з Еннієм і Гая Гракха. За іншою гіпотезою, Гай захищав Фаннієвий закон не тоді, коли його приймали, а через кілька десятиліть, коли треба було цей закон підтвердити. Нарешті, деякі вчені вважають, що в різний час існували різні поети на ім'я Гай Тіцій (можливо, їх було троє).
Макробій цитує промову Тіція на захист Фаннієвого закону. Оратор у цьому фрагменті «описує марнотратних людей, що приходять хмільними на форум для обговорення справ». В іншому місці Макробій пише, що Тіцій, підтримуючи закон проти розкоші, «докоряє своєму поколінню, тому що до столів підносять троянську свиню, яка, немов вагітна, начинена іншою живністю, вона називається так тому, що відомий троянський кінь був наповнений озброєними людьми».
Відомо, що Тіцій писав трагедії, одна з яких згадується в ателлані Новія. За словами Цицерона, ці п'єси були повні дотепності, через що «вигравали у витонченості, але втрачали у трагізмі». Як оратор Тіцій досяг, згідно з тим же Цицероном, «все, чого тільки може досягти латинський оратор без знання грецької словесності й без великої практики». Його промови відзначалися тонким гумором, великою кількістю живих порівнянь і світською вишуканістю, так що здавалися «написаними майже аттичним пером».